# Puntilla Pichicolo
Puntilla Pichicolo  es la localidad que se encuentra frente a la Isla Llanchid y pertenece administrativamente a la comuna de Hualaihué, Provincia de Palena, Región de los Lagos, Chile. Pichicolo en lengua indígena significa Gato Pequeño.
En esta localidad se encuentra la escuela particular Los Alcones creada en 1993, sin embargo, la electrificación de Puntilla Pichicolo no llegó hasta el año 2010.
Puntilla Pichicolo se comunica por tierra con Caleta Pichicolo y la Carretera Austral que se encuentran a una distancia de 5 kilómetros. 